# Lema de Riesz
El Lema de Riesz (por Frigyes Riesz ) es un lema del análisis funcional. Especifica condiciones que garantizan que un subespacio en un espacio vectorial normado sea denso. El lema también puede denominarse lema de Riesz o desigualdad de Riesz. Puede verse como un sustituto de la ortogonalidad cuando el espacio normado no es un espacio producto interno .

## Enunciado
Sea {\displaystyle Y} un subespacio propio cerrado de un espacio normado {\displaystyle (X,\|\cdot \|)}  y sea {\displaystyle \alpha } cualquier número real que satisface {\displaystyle 0<\alpha <1.}  Entonces existe un vector {\displaystyle u} en {\displaystyle X} unitario {\displaystyle \|u\|=1} tal que {\displaystyle \|u-y\|\geq \alpha } para todo {\displaystyle y} en {\displaystyle Y.}
Si {\displaystyle X} es un espacio de Banach reflexivo entonces esta conclusión también es cierta cuando {\displaystyle \alpha =1.} 
La prueba se puede encontrar en textos de análisis funcional como Kreyszig.  Está disponible una prueba en línea del Prof. Paul Garrett .

## Algunas consecuencias
El lema de Riesz garantiza que para cualquier dado {\displaystyle 0<\alpha <1,} cada espacio normado de dimensión infinita contiene una secuencia {\displaystyle x_{1},x_{2},\ldots } de vectores unitarios (distintos) que satisfacen {\displaystyle \|x_{n}-x_{m}\|>\alpha } para {\displaystyle m\neq n;} O dicho de forma sencilla, estos vectores están todos separados entre sí por una distancia de más de {\displaystyle \alpha } y al mismo tiempo todos se encuentran en la esfera unitaria. Tal secuencia infinita de vectores no se puede encontrar en la esfera unitaria de ningún espacio normado de dimensión finita (considérese, por ejemplo, el círculo unitario en {\displaystyle \mathbb {R} ^{2}} ).
Esta secuencia se puede construir por inducción para cualquier constante {\displaystyle 0<\alpha <1.} Comience eligiendo cualquier elemento {\displaystyle x_{1}} de la esfera unitaria. Dejar {\displaystyle Y_{n-1}} ser el tramo lineal de {\displaystyle \{x_{1},\ldots ,x_{n-1}\}} y (usando el lema de Riesz) elija {\displaystyle x_{n}} de la esfera unitaria tal que
{\displaystyle d\left(x_{n},Y_{n-1}\right)>\alpha } dónde {\displaystyle d(x_{n},Y)=\inf _{y\in Y}\|x_{n}-y\|.}
esta secuencia {\displaystyle x_{1},x_{2},\ldots } no contiene una subsecuencia convergente, lo que implica que la bola unitaria cerrada no es compacta.

### Caracterización de la dimensión finita.
El lema de Riesz se puede aplicar directamente para demostrar que la bola unitaria de un espacio normado de dimensión infinita {\displaystyle X} nunca es compacto. Esto se puede utilizar para caracterizar espacios normados de dimensión finita: si {\displaystyle X} es un espacio vectorial normado, entonces {\displaystyle X} es de dimensión finita si y sólo si la bola unitaria cerrada en {\displaystyle X} es compacto.

### Teoría espectral
Las propiedades espectrales de los operadores compactos que actúan sobre un espacio de Banach son similares a las de las matrices. El lema de Riesz es esencial para establecer este hecho.

### Otras aplicaciones
Como se detalla en el artículo sobre la medida de Lebesgue de dimensión infinita, esto es útil para mostrar la inexistencia de ciertas medidas en espacios de Banach de dimensión infinita. El lema de Riesz también muestra que el operador de identidad en un espacio de Banach {\displaystyle X} es compacto si y sólo si {\displaystyle X} es de dimensión finita.